# Bunnies & Burrows
Bunnies & Burrows (B&B) è un gioco di ruolo ispirato (non ufficialmente) al romanzo La collina dei conigli. Pubblicato per la prima volta dalla Fantasy Games Unlimited (FGU) nel 1976 il gioco ha per protagonisti conigli intelligenti. Introdusse diverse innovazioni nel gioco di ruolo, essendo il primo a permettere ai giocatori di assumere ruoli non umanoidi. e il primo ad avere un sistema di arti marziali e di abilità dettagliato. La FGU pubblicò una seconda edizione nel 1982 e il gioco venne modificato e ripubblicato nel 1992 dalla Steve Jackson Games come supplemento per GURPS.
Come conigli i personaggi giocanti devono affrontare pericoli che rispecchiano quelli del mondo reale. I soli veri "mostri" nel gioco sono gli umani, ma ci sono molti predatori e rischi naturali. La posizione dei personaggi nella catena alimentare enfatizza il gioco di ruolo e la risoluzione di problemi, rispetto al combattimento.

## Storia editoriale
La prima edizione pubblicata nel 1976 dalla Fantasy Games Unlimited dopo soli due anni dalla pubblicazione del primo gioco di ruolo, Dungeons & Dragons, è da molto tempo fuori stampa. Il gioco venne ispirato dal romanzo fantasy di Richard Adams La collina dei conigli e i giocatori assumono il ruolo di conigli. Come tali il gioco enfatizza l'interpretazione rispetto al combattimento, dato che secondo Steffan O'Sullivan: "Dopo tutto stai interpretando un coniglio, quanto vuoi combattere?"
Sulla base di questa prima edizione B. Dennis Sustare pubblicò sulla rivista Different Worlds l'articolo Different Worlds Present the World of Druid's Valley: A Bunnies & Burrows Campaign, che dettagliava come combinare il mondo di Bunnies & Burrows con altri mondi fantasy. Una miniavventura, The Jackrabbits' Lair di Daniel J. Maxfield, pubblicata sulla rivista Pegasus della Judges Guild.
Nel 1982 la FGU pubblicò una seconda edizione.
Alla fine degli anni ottanta Steve Jackson Games negoziò con Dennis Sustare, la pubblicazione di un supplemento di Bunnies & Burrows come ambientazione per GURPS. Mentre le contrattazioni erano ancora in corso, Steffan O'Sullivan scrisse una conversione non ufficiale per GURPS, che pubblicò nel novembre 1988 su Illuminati Online (il BBS operato all'epoca dalla Steve Jackson Games), sperando di essere scelto come autore della conversione ufficiale.
Steffan O'Sullivan fu effettivamente scelto come autore di GURPS Bunnies & Burrows, che venne pubblicato nel 1992, con copertina di Carol Heyer e illustrazioni interne di Jim Groat, pur essendo fuori stampa è disponibile come download digitale.. Il testo originale pubblicato sulla BBS venne comunque mantenuto online da Loyd Blankenship il gestore della BBS.
Boyd Mayberry pubblicò nel 2004 una conversione non ufficiale di Bunniew & Burrows a Risus: The Anything RPG di S. John Ross.

## Sistema di gioco
(Steffan O'Sullivan)
In aggiunta fu il primo gioco di ruolo ad avere regole di arti marziali dettagliate (dette "Bun Fu") e il primo tentativo ad avere un sistema abilità.
L'interazione con molte altre differenti specie di animali, come parte del gioco normale. Gli umani i cui scopi e motivazioni sono completamente aliene sono i soli mostri incontrati.
Bunnies & Burrows ha il vantaggio di offrire ai giocatori una comprensione intuitiva della gravità dei pericoli e di quali azioni non siano possibile, rispetto ad ambientazioni che siano sostanzialmente fittizi. Per esempio se un giocatore il cui personaggio deve affrontare una volpe, comprende immediatamente il pericolo che affronta, incoraggiando a risolvere i problemi superando in astuzia gli avversari, piuttosto che combattendoli direttamente.
Le meccaniche di gioco vennero create specificatemente per Bunnies & Burrows, i personaggi hanno otto abilità e possono scegliere tra otto classi. Il metodo di risoluzione delle azioni è basato sul lancio di dadi percentuali .
Steffan O'Sullivan, pur essendo l'autore dell'edizione per GURPS commentò che normalmente usa per giocarlo Fudge, «Le regole sono più semplici e sembrano funzionare meglio per questo particolare genere. L'ho giocato anche con Sherpa, che è stranamente evocativo delle regole originali."

## Ricezione
Nonostante le sue potenzialità di innovazione, all'epoca dell'uscita il gioco non ricevette una buona accoglienza; per esempio, Schick commenta: «Sebbene denigrato alla fine degli anni settanta da chi prendeva il gioco di ruolo troppo sul serio, il gioco era innovativo e abbastanza giocabile»; o Astinus: «L'idea di conigli come giocatori di ruolo era bizzarra, ma aveva un incredibile potenziale interpretativo, ed era facile restare incantati dal ricco mondo conigliesco creato da Richard Adams. Allora però la maggior parte della gente lo ritenne stupido. Oggi sarebbe recensito con maggior precisione come un lavoro di genio».

## Edizioni

### Manuali
- B. Dennis Sustare, Scott Robinson (1976). Bunnies & Burrows. Fantasy Games Unlimited.
- B. Dennis Sustare, Scott Robinson (1982). Bunnies & Burrows. (seconda edizione), Fantasy Games Unlimited.
- Steffan O'Sullivan (1992) . GURPS Bunnies & Burrows. Steve Jackson Games, ISBN 978-1-55634-237-0.

### Articoli
- B. Dennis Sustare (1979).Different Worlds Present the World of Druid's Valley: A Bunnies & Burrows Campaign in Different Worlds numero 3, Chaosium
- Daniel J. Maxfield "The Jackrabbits' Lair" in Pegasus numero 6, Judges Guild